# Charitopsycha sublucens
Charitopsycha sublucens är en fjärilsart som beskrevs av Edward Meyrick 1931. Charitopsycha sublucens ingår i släktet Charitopsycha och familjen knoppmalar. Inga underarter finns listade i Catalogue of Life.